# イシュトファン・ホント
イシュトファン・ホント（István Hont、1947年4月15日 - 2013年3月29日）は、ハンガリー出身の歴史学者。ケンブリッジ大学キングス・カレッジ教授。専門は、経済思想・政治思想史。
ブダペスト大学卒業。ハンガリー科学アカデミー歴史研究所研究員を経て、1975年に渡英。オックスフォード大学でヒュー・トレヴァー＝ローパーに師事したのち、1978年からケンブリッジ大学で教鞭をとる。

## 著書
- Jealousy of trade: international competition and the nation-state in historical perspective, Belknap Press of Harvard University Press, 2005.

『貿易の嫉妬――国際競争と国民国家の歴史的展望』、田中秀夫監訳、昭和堂、2009年

### 編著
- Wealth and virtue: the shaping of political economy in the Scottish enlightenment, edited by Istvan Hont and Michael Ignatieff, Cambridge University Press, 1983.

『富と徳――スコットランド啓蒙における経済学の形成』、水田洋・杉山忠平監訳、未來社、1990年